# 桜井くみ子
桜井 くみ子（さくらい くみこ、1981年2月5日 - ）は、日本の演歌歌手である。大阪府堺市出身。レコード会社は日本クラウン。プロダクションオーロラを経てハセカンパニーに所属していた｡

## 来歴
- 両親が演歌好きの環境で育ったこともあり、本人も演歌が好きになる[2]。初めて歌ったのは4歳の時で、曲は森昌子の「せんせい」であった。その後、地元のカラオケ大会などに出場し、1999年に「第20回MC音楽センター全国大会」で優勝した。
- 大阪の短期大学に通っていた18歳のとき、歌手になりたいという思いが強くなり、学校を中退して上京する[2]。上京後、作曲家の藤竜之介の内弟子になり、約9年間の修行に励む[2]。修業中からオーディションを受けるもデビューには至らなかった。
- なかなかデビューができなかったために両親からも地元に帰るようにと言われるものの、持ち前の性格から初心を貫き[2]、2007年7月29日に行われた「日本クラウン創立45周年記念新人オーディション」（応募総数約3,500人）でグランプリを獲得をして、2008年7月2日に「あばれ船」で念願のデビューを果たした。そして、同年12月17日の「第41回日本有線大賞」で有線音楽賞を、さらに12月30日の「第50回日本レコード大賞」では新人賞を受賞した。
- 2016年、契約満了によりプロダクションオーロラを退社[1]。2020年末時点でファンクラブは継続していたが[3]、2021年2月を最後に公式ブログの更新が止まっている[4]。

## 人物・エピソード
- 身長158cm。本人いわく、性格は頑固で負けず嫌い。
- 猫好き、城好き、河童好き。最近まで河童は実在すると思っていた。岩手県の遠野市観光協会が発行している「カッパ捕獲許可証」を所有している。
- 特技の一つとして「着付け」をあげているが、これは内弟子時代に学んだものである。新曲キャンペーンなどでは自ら行うことが多く、ヘアメイクもあわせて30分もあれば完成する。
- 別の特技として猫と会話をすることができる（母親譲り）。しかし、そのことを関係者などに話をしてもほとんど相手にされないとも語っている。
- 日本クラウンの新人オーディションは35周年と40周年も受けていた（35周年グランプリは川野夏美、40周年は神園さやか）。40周年のときは決勝大会まで残り特別賞を受賞するもデビューはできなかった。
- 2009年2月5日にCafesta（カフェスタ）でブログを開始。
- 2009年4月30日にYahoo!ブログにブログを移転。
- 2016年2月28日にアメーバブログにブログを移転[5]。

## ディスコグラフィ
- 全て日本クラウンからリリース。

### シングル
| #  | 発売日         | 曲順 | タイトル                     | 作詞       | 作曲                 | 編曲       | 最高順位 | 規格品番  |
| -- | -------------- | ---- | ---------------------------- | ---------- | -------------------- | ---------- | -------- | --------- |
| 1  | 2008年 7月2日  | 01   | あばれ船                     | たかたかし | 北原じゅん           | 丸山雅仁   | 54位     | CRCN-1360 |
| 1  | 2008年 7月2日  | 02   | あなたに咲く花               | たかたかし | 北原じゅん           | 南郷達也   | 54位     | CRCN-1360 |
| 2  | 2009年 4月8日  | 01   | 風に咲け                     | 里村龍一   | 北原じゅん           | 川村栄二   | 57位     | CRCN-1404 |
| 2  | 2009年 4月8日  | 02   | 人生川                       | 里村龍一   | 北原じゅん           | 丸山雅仁   | 57位     | CRCN-1404 |
| 3  | 2009年 10月7日 | 01   | 島椿                         | 月光寺照行 | 叶弦大               | 前田俊明   | 65位     | CRCN-1436 |
| 3  | 2009年 10月7日 | 02   | 夢あかり                     | 月光寺照行 | 藤竜之介             | 前田俊明   | 65位     | CRCN-1436 |
| 4  | 2010年 5月12日 | 01   | 卯の花しぐれ                 | 麻こよみ   | 叶弦大               | 前田俊明   | 58位     | CRCN-1470 |
| 4  | 2010年 5月12日 | 02   | 夢見坂                       | 麻こよみ   | 藤竜之介             | 前田俊明   | 58位     | CRCN-1470 |
| 5  | 2011年 5月11日 | 01   | 途中下車                     | 市川森一   | 桧原さとし           | 前田俊明   | 51位     | CRCN-1535 |
| 5  | 2011年 5月11日 | 02   | 長崎街道                     | 市川森一   | 桧原さとし           | 前田俊明   | 51位     | CRCN-1535 |
| 6  | 2012年 7月4日  | 01   | 別れの港                     | 三浦康照   | 岡千秋               | 南郷達也   | 37位     | CRCN-1626 |
| 6  | 2012年 7月4日  | 02   | 薄化粧                       | 三浦康照   | 岡千秋               | 南郷達也   | 37位     | CRCN-1626 |
| 7  | 2013年 7月3日  | 01   | 海峡かもめ                   | 三浦康照   | 岡千秋               | 南郷達也   | 42位     | CRCN-1711 |
| 7  | 2013年 7月3日  | 02   | ぬくもり酒                   | 三浦康照   | 岡千秋               | 南郷達也   | 42位     | CRCN-1711 |
| 8  | 2014年 5月7日  | 01   | ちょっと待って下さい         | 香取治     | L.Garner J.Nakashima | 伊戸のりお | 103位    | CRCN-1789 |
| 8  | 2014年 5月7日  | 02   | (ボサノババージョン)         | 香取治     | L.Garner J.Nakashima | 田代修二   | 103位    | CRCN-1789 |
| 8  | 2014年 5月7日  | 03   | (琉球バージョン)             | 香取治     | L.Garner J.Nakashima | 伊戸のりお | 103位    | CRCN-1789 |
| 9  | 2015年 2月4日  | 01   | 海宿                         | 原文彦     | 弦哲也               | 川村栄二   | 59位     | CRCN-1853 |
| 9  | 2015年 2月4日  | 02   | しあわせ招き酒               | 原文彦     | 弦哲也               | 川村栄二   | 59位     | CRCN-1853 |
| 10 | 2016年 9月7日  | 01   | 嫁入り舟                     | みやま清流 | 杉本眞人             | 前田俊明   | 89位     | CRCN-1991 |
| 10 | 2016年 9月7日  | 02   | 私とお月さん                 | みやま清流 | 杉本眞人             | 前田俊明   | 89位     | CRCN-1991 |
| 11 | 2017年 5月24日 | 01   | 哀愁流転                     | 麻こよみ   | 弦哲也               | 川村栄二   | 97位     | CRCN-8059 |
| 11 | 2017年 5月24日 | 02   | 海宿                         | 原文彦     | 弦哲也               | 川村栄二   | 97位     | CRCN-8059 |
| 11 | 2017年 5月24日 | 03   | 別れの港                     | 三浦康照   | 岡千秋               | 南郷達也   | 97位     | CRCN-8059 |
| 12 | 2018年 5月9日  | 01   | 灯ともし頃                   | 永井龍雲   | 永井龍雲             | 萩田光雄   | 81位     | CRCN-8147 |
| 12 | 2018年 5月9日  | 02   | 白糸の滝                     | 麻こよみ   | 岡千秋               | 丸山雅仁   | 81位     | CRCN-8147 |
| 13 | 2019年 12月4日 | 01   | 風雲太鼓                     | 伊藤美和   | 原譲二               | 遠山敦     | 74位     | CRCN-8293 |
| 13 | 2019年 12月4日 | 02   | あんたがええねん、好きやねん | 伊藤美和   | 藤竜之介             | 遠山敦     | 74位     | CRCN-8293 |

### アルバム
| 発売日         | タイトル                     | 規格品番   |
| -------------- | ---------------------------- | ---------- |
| 2013年11月6日  | ファーストアルバム〜演歌花〜 | CRCN-20388 |
| 2014年11月5日  | ベスト〜別れの港・あばれ船〜 | CRCN-41188 |
| 2015年11月4日  | 全曲集〜海宿・別れの港〜     | CRCN-41218 |
| 2016年10月5日  | 全曲集〜嫁入り舟・海宿〜     | CRCN-41240 |
| 2017年12月13日 | プレミアムベスト             | CRCN-41264 |
| 2018年11月7日  | 全曲集〜灯ともし頃・海宿〜   | CRCN-41312 |

## 出演

### テレビ
- カラオケ1ばん（テレ玉、2012年10月 - 2013年3月14日） - 司会

### デジタルラジオ
- 桜井くみ子の今夜もスマイル!（スターデジオ・STATION 400、2009年10月7日 - 2010年3月24日）